# 1899 (مسلسل)
1899 هو مسلسل ملحمي،رعب،غموض أوروبي من تأليف يانتيه فريزه وباران بو أودر. عرض المسلسل على نتفليكس وتم إيقافه في يناير 2023 بعد عرض 8 حلقات. 